# Special of My Life
Special of My Life (en hangul, 내 인생의 스페셜; romanización revisada, Nae Insaengui Seupesyeol), es una serie de televisión surcoreana transmitida por MBC desde el 6 de febrero, hasta el 28 de febrero de 2006, protagonizada por Kim Seung Woo, 
Myung Se Bin, Sung Ji Roo y Shin Sung Woo. Posteriormente fue transmitida por tvN en su versión original de 12 episodios.

## Argumento
Park Kang Ho, es un policía que perdió a su esposa en un incendio, Baek Dong Goo (Sung Ji Roo), es un bribón que busca venganza en Kang Ho por haberlo detenido y condenarlo a dos años de prisión, y Jung Hyung Suk (Shin Seung Woo), uno de los mejores abogados de Corea. La vida de ellos tres se conecta más allá de haber sido compañeros de secundaria, sino porque buscan algo especial en sus vidas. Yoon Hye Rah (Myung Sae Bin), se transforma en la clave de los tres, ya que suele equivocarse constantemente como abogada de la fiscalía de Seúl, y pequeños errores suyos generaron cambios radicales.

## Reparto

### Personajes principales
- Kim Seung Woo como Park Kang Ho.
  - Jung Ho Jin como Park Kang Ho (adolescente).
- Myung Se Bin como Yoon Hye Ra. 
  - Jung Ah Ra como Yoon Hye Ra (adolescente).
- Sung Ji Roo como Baek Dong Goo. 
  - Kim Kyung Rae como Baek Dong Goo (adolescente).
- Shin Sung Woo como Jung Hyung Suk.
  - Lee Jong Soo como Jung Hyung Suk (adolescente).

### Personajes secundarios
- Choi Jong Won como Jefe Baek Gom Pa.
- Park Joo Ah como Kim Boon Rye.
- Baek Il Sup como Padre de Hye Ra.
- Kim Young Wook como Madre de Hyung Suk.
- Ahn Suk Hwan como Sun Geul Nam.
- Kim Hak Chul como Man Bo.
- Lee Hyung Chul como Kim Tae Jin.
- Seo Bum Shik como Hwang In Suk.
- Kim Dong Soo como Oh Ya Mae.
- Lee Joo Suk como Jong Doo.
- Yoo Ji Yeon como Yoon Shin Ae.
- Choi Ji Na como Esposa de Kang Ho.
- Choi Sang Hak como Lee Ho Sung.
- Kang Eun Bi como Yoon Ye Rin.
- Kim Min Jae como Hijo de Kang Ho.
- Kim Roi-ha como número 2.

## Banda sonora
| Track listing |                                          |              |          |  |
| N.º           | Título                                   | Artista      | Duración |  |
| 1.            | «내 인생의 스페셜» (Special of My Life)  | Lee Hyun Sup | 3:28     |  |
| 2.            | «세상만사» (Sesangman)                   | Lee Hyun Sup | 2:57     |  |
| 3.            | «Happy Day»                              | Lee Hyun Sup | 3:15     |  |
| 4.            | «세상만사 - Versión lenta» (Sesangmansa) | Lee Hyun Sup | 2:47     |  |